# Мазманян, Армен Агасиевич
Армен Агасиевич Мазманян (21 февраля 1960, Ереван — 8 января 2014, там же) — советский и армянский режиссёр и актёр, заслуженный деятель искусств Республики Армения (2009), профессор, ректор Ереванского государственного института театра и кино.

## Биография
Армен Мазманян родился 15 февраля 1960 года в Ереване. С 1981 года работал актёром и режиссёром в Ереванском камерном театре, затем руководил этническим ансамблем «Акунк» (1986—1988), был режиссёром, стажёром Национального академического театра им. Сундукяна (1987—1989). В 1989 году основал театр-студию «Гой», а в 1995 году — фонд «Ай арт синема». Добровольцем участвовал в Первой карабахской войне.
В 1998—2011 годах был руководителем курса актёрского мастерства, а в 2011—2013 годах — ректором Ереванского государственного института театра и кино.
Умер 8 января 2014 года в клинике «Григор Лусаворич» в Ереване на 54-м году от рака печени.

## Награды и премии
- Медаль «За боевые заслуги».
- Медаль «Осознанная смерть — есть бессмертие».
- Золотая памятная медаль Фритьофа Нансена.
- Заслуженный деятель искусств Республики Армения (2009).

## Работы в театре

### Режиссёр
- «Горе от ума» (Академический театр им. Габриэла Сундукяна),
- «Театр Нерона и Сенеки» Эдварда Радзинского (Ереванский камерный театр),
- «Дети Арбата» Анатолия Рыбакова (Академический театр им. Сундукяна),
- «Шесть персонажей в поисках автора» Пиранделло (театр «Гой»),
- «Луна и грош» Сомерсета Моэма (Учебный театр)

## Фильмография
1. 2001 — Мужская работа — Салман